# Lamellitrochus pourtalesi
Lamellitrochus pourtalesi is een slakkensoort uit de familie van de Solariellidae. De wetenschappelijke naam van de soort is voor het eerst geldig gepubliceerd in 1939 door Clench & Aguayo.